# 金华府城隍庙
29°06′31″N 119°39′09″E / 29.10861°N 119.65250°E
金华府城隍庙位于中国浙江省金华市婺城区马路里90号，是古代金华府的城隍庙，现存为清末建筑，其天花、砖雕、藻井制作工艺精致，具有较高的艺术价值。1997年被列为浙江省文物保护单位。
金华府城隍庙始建于北宋治平元年（1064年），明洪武三年（1370年）重建，清同治年间又重建。2003～2004年间大修，基本恢复旧貌。此外在城隍庙的北面有原赤松乡石耕背村的助廉厅，西面有东市街92号、96号古民居，均为迁建于此的清中期典型的浙中厅堂建筑。
城隍庙坐北朝南，占地面积3727平方米。共三进，依次为门厅、戏台和正厅，左右有廊庑十二楹，又厢房十一间，屋顶均为硬山顶。庙内的梁、枋和牛腿等木构件雕刻精湛，尤其是两个穹窿藻井十分精美。